# Верхом на помеле
«Верхом на помеле» (англ. Room on the Broom, ‘место на помеле’) — английская детская книга писательницы Джулии Дональдсон с иллюстрациями Акселя Шеффлера. Опубликована в 2001 году.
Книга завоевала ряд наград, переведена на десятки языков, по ней записана аудиокнига и ставятся спектакли. По книге был снят анимационный фильм, который номинировался на премию «Оскар» 2014 года как лучший короткометражный анимационный фильм.
В России книга вышла в 2005 году в переводе Григория Кружкова, в серии «Машинки творения» издательства «Машины творения».

## Сюжет
Ведьма в чёрном колпаке и с длинной косой летит на помеле вместе со своим котом. От порыва ветра с неё слетает колпак, они с котом спускаются на землю, но не могут его найти. Его находит и приносит им собака, которая просит взять её с собой. Ведьма благодарна собаке и пускает её на помело. Они летят дальше, однако вскоре у ведьмы слетает бантик с косы. Бантик находит зелёная птица, которую также берут с собой в полёт. Через некоторое время у ведьмы падает вниз волшебная палочка. Её находит и приносит лягушка, которая присоединяется к компании.
Из-за того, что лягушка начала прыгать на помеле, оно разламывается на две части, и все животные падают в болото. На ведьму же нападает красный дракон, который собирается её съесть. Однако в решающий момент из болота поднимается страшное четырёхголовое чудище, от которого дракон в ужасе бежит. Оказывается, что это вымазанные в грязи попутчики ведьмы.
В волшебном котле ведьма варит из найденных животными ингредиентов (косточка, палочка, цветок, шишка) новое помело улучшенной конструкции, с сиденьями для кошки и собаки, гнездом для птицы и душем для лягушки, и все они радостно продолжают свой полёт.

## Награды
- 2002 — Sheffield Book Award
- 2002 — Scottish Children's Book Award
- 2002 — Stockport Book Award
- 2003 — Norfolk Libraries Book Award
- 2003 — Blue Peter Book Award — лучшая книга для чтения вслух
- 2003 — Spoken Book Awards — золотой приз аудиокниге (в категории до 6 лет)